# Félix Berenguer de Marquina
Pour les articles homonymes, voir Berenguer et Marquina (homonymie).
Félix Berenguer de Marquina (1736 à Alicante en Espagne—10 octobre 1826 à Alicante) est un officier de la marine espagnole, administrateur colonial et, du 30 avril 1800 au 4 janvier 1803, vice-roi de Nouvelle-Espagne.

## Origines et début de carrière
Berenguer de Marquina, d'origine humble, est né en Espagne en 1736. Il rejoint la marine très jeune. Le 10 avril 1754, il passe l'examen d'aspirant. Il sert ensuite sur des navires de guerre en Méditerranée et sur l'Atlantique.
Il est studieux et devient professeur de mathématiques et d'astronomie à l'Académie navale de Carthagène (1757-69). En 1789, il est nommé directeur de l'organisation des pilotes de la flotte.
Du 1er juillet 1788 au 1er septembre 1793, il est gouverneur des Philippines. Le 15 août 1789, Manille devient par décret royal un port ouvert à toutes marchandises à l'exception des produits européens. Berenguer propose des plans de réforme du gouvernement.
Berenguer rentre en Espagne en 1795 pour y prendre un poste dans l'administration de la marine. En 1799 il est promu lieutenant général de la marine.

## Vice-roi de Nouvelle-Espagne
Il commande un escadron de la marine espagnole quand, le 8 novembre 1799, le Roi Charles IV le nomme Vice-roi, capitaine général et président de l'Audiencia de Nouvelle-Espagne. Durant son voyage de Cuba à Veracruz, il est fait prisonnier par les Anglais près de Cabo Catoche, dans la péninsule du Yucatán (actuel État mexicain de Quintana Roo). Il est conduit à la Jamaïque où il est traité avec grande courtoisie et bientôt autorisé à poursuivre son voyage à bord de la goélette Kingston, accompagné de son secrétaire.
Il prend ses fonctions le 29 avril 1800, à Villa de Guadalupe, et ne fait son entrée formelle à Mexico que le jour suivant.
À cette époque, les Britanniques ont la maitrise maritime sur les deux côtes de la Nouvelle-Espagne. Ils font entrer en contrebande d'énormes quantités de marchandises sur le territoire de la colonie depuis les États-Unis et les îles des Caraïbes tout en capturant les navires de commerce côtier espagnols. Berenguer offre des ressources supplémentaires aux forces navales mais elles se montrent incapables de rétablir la situation. Il forme le Régiment de Grenadiers composé de douze compagnies provenant de six troupes provinciales. Craignant des raids anglais, il renforce les garnisons de Veracruz et ordonne que les marchandises de valeur du port soient déplacées à Xalapa et gardées. Il renforce les presidios dans le nord pour y décourager les coups de main des Américains.
Le 1er octobre 1800, l'Espagne rétrocède le territoire de Louisiane à la France, qui le vendra bientôt aux États-Unis.

## Conspirations et rébellions indiennes
Le 1er janvier 1801, Indio Mariano lance une insurrection dans les montagnes de Tepic. Mariano, qui dispose d'un soutien important dans la population indienne aimerait rétablir l'empire aztèque. Les rebelles se battent sous la bannière de Notre-Dame de Guadalupe. Quand Fernando Abascal, président de l'Audiencia de Guadalajara, se rend compte de cette rébellion, il envoie le Capitaine Salvador Hidalgo de la marine et le Capitaine Leonardo Pintado de la milice afin de la contrer. Les rebelles sont défaits. Bon nombre d'Indiens sont faits prisonniers et beaucoup d'autres forcés de se réfugier dans les montagnes, mais Mariano s'est échappé. Il ne sera jamais capturé par les Espagnols.
En janvier 1801 Francisco Antonio Vázquez, un officier de marine est dénoncé pour conspiration, mais rien ne pourra être prouvé. 
À Teocelo, Pedro Martín mène une autre rébellion indienne, d'autres encore éclatent à Nayarit, Durango, Guanajuato, Jalisco et Sonora.
Berenguer vient à bout des contrebandiers américains menés par Philip Nolan dans le nord de la colonie. Nolan est né aux environs de 1771, probablement dans le Kentucky. Il est un associé du général U.S. et aventurier James Wilkinson. Peu après 1791, Nolan commence ses activités de contrebande en Nouvelle-Espagne. Il importe également des chevaux sauvages du Texas vers les États-Unis. Il est considéré par les Espagnols comme un espion et un rebelle. Ils envoient des troupes pour l'arrêter en 1801. Il est tué lors d'une bataille près de Waco au Texas. Sa bande est faite prisonnière et envoyée aux travaux forcés dans les mines du nord de la Nouvelle-Espagne. L'écrivain américain, Edward Everett Hale (1822-1909), utilisa son nom pour l'un des protagonistes de son roman "The Man Without a Country" (1863).

## Fin de son mandat en Nouvelle-Espagne
Berenguer étend à toute la colonie l'obligation faite à chacun d'être habillé décemment pour se rendre à des réunions, guildes et fraternités. Il autorise les femmes à travailler dans des emplois convenables même si certaines ordonnances l'interdisaient.
Le 5 octobre 1801 un tremblement de terre à Oaxaca détruit la nouvelle église du couvent jésuite de La Concepción.
En juin 1801 l'Espagne fait la paix avec le Portugal et en 1802 avec l'Angleterre. (La nouvelle de la paix avec les Britanniques parvient à Mexico le 9 septembre 1802). Grâce à la paix, les prix des produits européens baissent. En 1802 le paiement du tribut à l'Espagne est restauré.
Berenguer était persévérant, honorable et courageux mais n'avait pas une grande capacité à gouverner. Ses travaux publics à Mexico furent très limités — une fontaine qui ne donnera jamais d'eau et l'achèvement de la statue équestre de Charles IV de Manuel Tolsá.
Berenguer, dégoûté par le refus de certaines des mesures qu'il préconisait, démissionne. Il remet le gouvernement aux mains de son successeur, José de Iturrigaray en janvier 1803. Il rentre en Espagne où il prend part à la guerre contre la France. Il meurt dans la cité où il vit le jour en 1826.